# Alfonso Jones
Alfonso Jones Kleiner  (* 8. März 1951) ist ein mexikanischer Bogenschütze.
Jones nahm an den Olympischen Spielen 1972 in München teil und beendete den Wettkampf im Bogenschießen auf Rang 28.
Er arbeitete später als Nationaltrainer der mexikanischen Bogenschützen.